# كاريكا (لاعب كرة قدم مواليد 1980)
كاريكا (بالبرتغالية: Marcos Paulo Segobe da Silva‏) هو لاعب كرة قدم برازيلي في مركز الوسط، ولد في 30 أكتوبر 1980 في Tambaú ‏ في البرازيل. لعب مع ريد بل برازيل وغريميو بورتو أليغرينزي ونادي برازيل دي بيلوتاس ونادي سيارا ونادي غواراني ونادي فورتاليزا ونادي كوريتيبا.

## وصلات خارجية
- كاريكا (لاعب كرة قدم مواليد 1980) على موقع Soccerway.com (الإنجليزية)